# Anthony Grey, 9. Earl of Kent
Anthony Grey, 9. Earl of Kent (* 1557; † 9. November 1643) war ein englischer Adliger.
Er war ein Sohn von George Grey und Margery Salvaine. Über seinen Vater war er ein direkter Abkömmling von George Grey, 2. Earl of Kent und dessen zweiter Frau Catherine Herbert.
Grey heiratete Magdalena Purefoy, eine Tochter von William Purefoy und Katherine Wigston. Sie hatten mehrere Kinder, darunter auch den Sohn Henry, auf den nach dem Tod von Anthony Grey der Adelstitel eines Earl of Kent überging. Diesen Titel hatte er im Jahr 1639 beim Tod seines kinderlos verstorbenen Cousins zweiten Grades, Henry Grey, 8. Earl of Kent geerbt.